# Belize na Letnich Igrzyskach Olimpijskich 1988
Belize na Letnich Igrzyskach Olimpijskich 1988 reprezentowało 10 zawodników, byli to sami mężczyźni.

## Skład kadry

### Kolarstwo
- Fitzgerald Joseph
  - Wyścig ze startu wspólnego - nie ukończył

- Michael Lewis
  - Wyścig ze startu wspólnego - nie ukończył

- Earl Theus
  - Wyścig ze startu wspólnego - nie ukończył

- Charles Lewis
Fitzgerald Joseph
Michael Lewis
Earl Theus
  - Wyścig drużynowy na czas - nie ukończyli

- Paul Réneau
  - Sprint - nie ukończył

### Lekkoatletyka
- Carlton Usher
  - Bieg na 400 m - odpadł w 1 rundzie eliminacyjnej

- Ian Gray
  - Bieg na 5000 m - odpadł w 1 rundzie eliminacyjnej

- Eugène Muslar
  - Maraton - 79. miejsce

- Polin Belisle
  - Maraton - 98. miejsce

- Devon Hyde
  - Skok w dal - 39. miejsce